# Adelinda
Az Adelinda német eredetű női név, az Adelind, Adelinde latinos alakja. Több részből áll, elemeinek jelentése: nemes és hársfa, pajzs

## Rokon nevek
Alinda, Linda

## Gyakorisága
Az újszülötteknek adott nevek körében az 1990-es években szórványosan fordult elő. A 2000-es és a 2010-es években sem szerepelt a 100 leggyakrabban adott női név között.
A teljes népességre vonatkozóan az Adelinda sem a 2000-es, sem a 2010-es években nem szerepelt a 100 leggyakrabban viselt női név között.

## Névnapok
augusztus 28., december 4.